# Иванчна-Горица (футбольный клуб)
Футбольный клуб Иванчна-Горица (словен. Nogometni Klub Ivančna Gorica), как правило называемый как НК Иванчна-Горица или просто Иванчна-Горица, — словенский футбольный клуб, представляющий город Иванчну-Горицу. Сейчас команда играет в Третьей лиге Словении по футболу. Клуб носил название Ливар из-за соответствующей спонсорской поддержки, так он именовался  и в пока единственном для себя сезоне в Первой лиге 2007/2008 годов.

## Достижения
Чемпионат Словении
- Вторая лига Словении по футболу

Победитель (1): 2006/07
- Третья лига Словении по футболу

Победитель (1): 1998/99

## Известные футболисты
- Фуад Газибегович
- Арман Янкеп